# Hanaa Salah el-Melegi
Hanaa Salah el-Melegi (* 29. März 1975) ist eine ehemalige ägyptische Leichtathletin, die sich auf das Kugelstoßen spezialisiert hat. Ihren größten Erfolg feierte sie mit dem Afrikameistertitel 2000 in Algier.

## Sportliche Laufbahn
Hanaa Salah el-Melegi trat vermutlich nur im Jahr 2000 bei den Afrikameisterschaften in Algier international in Erscheinung, als sie im Kugelstoßen mit 16,01 m die Goldmedaille gewann und im Speerwurf mit 42,31 m die Bronzemedaille hinter der Tunesierin Aïda Sellam und Lindy Leveaux-Agricole von den Seychellen gewann.
1998 wurde el-Melegi ägyptische Meisterin im Speerwurf.